# 沙哩岱
沙哩岱（？—1670年），蒙古察哈尔部人，清朝初年蒙古族将领。姓鄂尔沁。洛哩之弟。
沙哩岱开始随兄从察哈尔归顺清朝，任佐领。顺治元年（1644年），随睿亲王多尔衮入山海关攻打大顺军李自成。顺治三年（1646年），随豫亲王多铎征苏尼特部腾机思，败土谢图汗和车臣汗援兵，叙功晋二等轻车都尉。顺治十五年（1658年），袭三等男爵，授散秩大臣。康熙帝即位后，赐庄田、奴仆。乾隆初年，定封二等子。